# Копалильо (муниципалитет)
Копалильо (исп. Copalillo) — муниципалитет в Мексике, штат Герреро, с административным центром в одноимённом городе. Численность населения, по данным переписи 2010 года, составила 14 456 человек.

## Общие сведения
Название Copalillo с языка науатль можно перевести как место, где много копала.
Площадь муниципалитета равна 733 км², что составляет 1,15 % от площади штата. Он граничит с другими муниципалитетами Герреро: на севере с Атенанго-дель-Рио, на востоке с Олиналой, на юге с Ауакуоцинго и Ситлалой, а на западе с Мартир-де-Куилапаном и Уицуко-де-лос-Фигероа.

## Учреждение и состав
Муниципалитет был образован 13 декабря 1875 года, в его состав входит 55 населённых пунктов, самые крупные из которых:
| Код INEGI | Населённый пункт                                    | Численность населения (2005 год) | Численность населения (2010 год) |
| 019       | Всего                                               | 13 743                           | 14 456                           |
| 0001      | Копалильо (исп. Copalillo) (административный центр) | 6 387                            | 6 690                            |
| 0005      | Сан-Франсиско-Остутла (исп. San Francisco Oztutla)  | 1 211                            | 1 393                            |
| 0008      | Тлалькосотитлан (исп. Tlalcozotitlán)               | 1 052                            | 1 029                            |
| 0010      | Сикапа (исп. Zicapa)                                | 670                              | 614                              |
| 0002      | Эль-Каскалоте (исп. El Cascalote)                   | 500                              | 525                              |
| 0004      | Мескитлан (исп. Mezquitlán)                         | 441                              | 508                              |

## Экономическая деятельность
По статистическим данным 2000 года, работоспособное население занято по секторам экономики в следующих пропорциях: сельское хозяйство, скотоводство и рыбная ловля — 26,9 %, промышленность и строительство — 45,9 %, сфера обслуживания и туризма — 25,8 %.

## Инфраструктура
По статистическим данным 2010 года, инфраструктура развита следующим образом:
- электрификация: 93 %;
- водоснабжение: 16,5 %;
- водоотведение: 44,3 %.

## Туризм
Основные достопримечательности:
- церковь Святого Иосифа, построенная в колониальный период;
- археологическая зона Тлалькосотитлан, где найдены керамические изделия культуры ольмеков;
- пещеры вблизи Папалутлы, где укрывался генерал Висенте Герреро.